# Dilermando de Aguiar
Dilermando de Aguiar é um município brasileiro do estado do Rio Grande do Sul. Sua população estimada em 2018 foi de 3.026 habitantes.

## História
Dilermando de Aguiar recebeu status de município pela lei estadual nº 10633 de 28 de dezembro de 1995, com território desmembrado de Santa Maria.

## Paleontologia
Existem afloramentos da Formação Sanga do Cabral, na (Ferrovia abandonada entre Dilermando de Aguiar e São Gabriel).  Data do Triássico Superior.

## Etnia
A população é originária da fusão Hispano-Portuguesa, juntamente com os indígenas. Apresenta também a origem italiana cujos ancestrais aí se estabeleceram após o final do século retrasado e início do século passado.

## Religião
A Igreja Católica é a associação religiosa de maior expressão no município, possuindo seis capelas no interior e uma Igreja (Igreja de Nossa Senhora da Pompéia), na sede. A Igreja Católica desenvolve junto à população atividade com a Pastoral da Criança.
Mas também houve um crescente número de protestantes no município nos últimos anos, destacando-se a Igreja Assembleia de Deus. Os Centros Espíritas, propagadores do Kardecismo, também se fazem presentes na cidade. .

## Cultura
O município possui várias entidades culturais e recreativas: um centro de tradições gaúchas (CTG), piquetes de laçadores, associações futebolísticas na sede e no interior, salões paroquiais na sede do município, em São José da Porteirinha e em Sobradinho, dez associações comunitárias no interior do município, além de um Centro de Incentivo a Produção de Artesanato Caseiros e Assistência Social - CIPADA e uma Rádio Comunitária - Rádio Pompéia FM.